# Niki Cross
Niki Cross (* 30. Mai 1985 in Brockton, Massachusetts) ist eine ehemalige US-amerikanische Fußballspielerin, die zuletzt in der Saison 2015 bei den Houston Dash unter Vertrag stand.

## Karriere

### Vereine
Cross begann bereits im Alter von fünf Jahren mit dem Fußballspielen, nachdem sie von ihren Eltern im ortsansässigen Verein angemeldet wurde. An der University of Connecticut (UConn) spielte sie von Januar 2003 bis Dezember 2006 bei den „Connecticut Huskies“, bestritt 92 Ligaspiele und erzielte 13 Tore. Ein Jahr danach war sie bei SoccerPlus Connecticut aktiv, mit dem sie die U-23-Landesmeisterschaft gewann.
2008 bestritt sie sechs Ligaspiele für den schwedischen Erstligisten Umeå Södra FF, bevor sie vom 25. April 2009 bis 2. Mai 2010 für den US-amerikanischen Frauenfußball-Franchise Saint Louis Athletica und am 12. September 2010 für den FC Gold Pride in der Women’s Professional Soccer (WPS) als Abwehrspielerin tätig war.
Vom 19. November 2010 (3. Spieltag) bis 28. Januar 2011 (12. Spieltag) absolvierte sie in Australien für die Frauenfußballabteilung der Newcastle United Jets neun Ligaspiele; auf Grund des Abstieges verließ sie den Verein.
Wieder in den Staaten zurückgekehrt, stand sie bei den Boston Breakers unter Vertrag. Vom 2. Mai 2011, ihrem Debüt beim 1:0-Sieg im Heimspiel gegen Sky Blue FC, bis zum 11. Juli 2011 (2:0-Sieg im Heimspiel gegen Atlanta Beat) bestritt sie sechs Ligaspiele. Sie absolvierte ebenso – auf Leihbasis – für das Nachwuchsteam Boston Aztec ein Ligaspiel.
Vom 3. September 2011 (16. Spieltag) bis 29. Oktober 2011 (22. Spieltag) bestritt sie für den norwegischen Erstligaaufsteiger Medkila IL sieben Ligaspiele und erzielte am 9. Oktober 2011 (20. Spieltag) im Heimspiel gegen die Frauenfußballabteilung von Sandvikens IF mit dem Treffer zum 4:0-Endstand in der 90. Minute auch ihr einziges Ligator. Nachdem auch dieser Verein als Tabellenvorletzter aus der Toppserien 2011 absteigen musste, wurde sie vom Bundesligisten FC Bayern München in der Winterpause unter Vertrag genommen.
„Angesichts der Langzeitverletzten, der schwierigen Situation in der Liga und der großen Pokal-Halbfinal-Chancen wollen wir neue Optionen haben und Akzente setzen.“ Mit diesen Worten der Managerin der Damenmannschaft des FC Bayern München, Karin Danner, wurde die in der Winterpause getätigte Verpflichtung von Niki Cross und Sarah Hagen begründet. Am 14. März 2012 gab sie ihr Debüt sowohl für den FC Bayern München als auch in der Bundesliga, als sie beim 1:1-Unentschieden im Auswärtsspiel gegen den Hamburger SV in der 89. Minute für Isabell Bachor zum Einsatz kam. Am 3. Oktober 2012 (5. Spieltag) erzielte sie beim 3:2-Sieg im Heimspiel gegen Bayer 04 Leverkusen mit dem Treffer zum zwischenzeitlichen 2:0 in der 22. Minute auch ihr erstes Bundesligator.
Zum Saisonende 2013/14 verließ sie den FC Bayern München und setzte ihre Karriere beim US-amerikanischen Erstligisten Washington Spirit fort. Ihr Debüt gab sie am 21. Juni 2014 bei einer 1:6-Heimniederlage gegen den Portland Thorns FC. Zur Saison 2015 wechselte Cross im Tausch für die mexikanische Nationalspielerin Arianna Romero zur Franchise der Houston Dash. Am 1. August 2015 beendete sie ihre aktive Karriere.

## Erfolge
- WPS-Meisterin 2010
- DFB-Pokal-Siegerin 2012